# باب إدريس
باب ادريس هي منطقة تجارية في وسط بيروت، العاصمة اللبنانية.وهو من أبواب بيروت القديمة، يقع في الجهة الغربية لسور بيروت القديم، وله مدخل داخلي يطل على خط الترامواي المستحدث أوائل القرن العشرين. وباب إدريس الحالية هي المنطقة الواقعة ما بين سوق البازركان القديم في الشرق الجنوبي وبين بناية ستاركو في الشمال الشرقي، وما بين كنيسة الكبوشيين في الجنوب الغربي وحتى سيف البحر عند مقهى الحاج داود القديم. وسمي بباب ادريس تيمنا بعائلة ادريس البيروتية التي سكنت بجانب الباب.

## توصيف باب ادريس القديمة

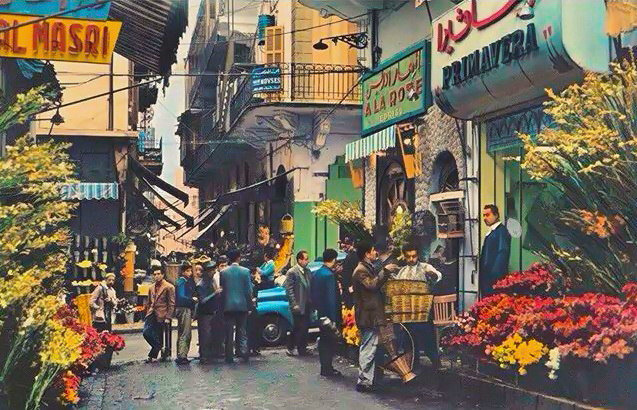
باب ادريس عام 1960

كانت المنطقة المعروفة اليوم بهذا الاسم جزءاً من القطاع الزراعي الممتد داخل سور المدينة القديم. وكان السور يمتد من الباب المذكور إلى سوق الجميل، حيث كان باب المدينة الأخير المدعو باب السنطيّة قريباً من البحر وأمامه مقبرة السنطيّة التي تهدمت خلال الحرب الأهلية اللبنانيّة. 
تشير خرائط أواسط القرن التاسع عشر للميلاد أن منطقة الباب من جهة داخل المدينة كان حقلا من أشجار التوت يمتد بناحية السور من البحر إلى الباب نفسه. 
خلال فتنة عام 1860م، وعندما اراد الفرنسيون أنشاء طريق الشام، أرادوا أن يهدموا الباب وقسماً من سور المدينة ليوصلوا الطريق حتى البحر، إلا أن آل إدريس رفضوا التخلي عن الملك المجاور للطريق.
في أيار من عام 1901 انهار بناية أياس في منطقة باب ادريس المؤلفة من ثلاثة طوابق على من فيها من عائلات وأطفال، تخطى عدد الضحايا الأربعين، منهم 15 من عائلة واحدة كانت تقيم في الطابق الأخير، فيما لم يتم انتشال أي ناجٍ من تحت الأنقاض.